# Все ще живі
Все ще живі (англ. Still Life) — перший сегмент 14-го епізоду 1-го сезону телевізійного серіалу «Зона сутінків».

## Сюжет
Молодий професійний фотограф Деніел Арнольд замість нового ліжка, яке мав купити у крамниці, привозить додому старовинний фотоапарат, вироблений ще на початку XX століття, в розібраному вигляді. Полагодивши його, він проявляє фотоплівку, яку знайшов всередині фотоапарата, після чого друкує знімки. Після завершення цього процесу Арнольд з подивом помічає, що фотознімки були зроблені ще в 1913 в ході експедиції до річки Амазонки, на них також зображені індіанці племені куракайя. Фотограф відносить фотознімки знайомому вченому, професору Стоттелю, який в той час був одним з учасників експедиції. Вчений намагається довести Арнольдові, що ніяких знімків нема, оскільки на їхню експедицію одного разу напали індіанці куракайя, які відчували панічний страх перед фототехнікою, та знищили фотоапарат, після цього фотограф безслідно зник, а матеріали, зроблені ним, вважалися втраченими назавжди. Послухавши розповідь поважного вченого, Арнольд все-таки демонструє знайдені ним знімки, на яких містер Стоттель впізнає себе та інших членів амазонської експедиції. Однак в цей момент відбувається дуже незвичайна річ — індіанці, які були зображені на фотоматеріалах, зникають. Арнольд, схвильований цим явищем та розповіддю вченого, одразу прямує додому.
Приїхавши до свого помешкання, фотограф стає свідком містичного процесу: після проявлення плівки та друку фотознімків індіанці за загадкових обставин вивільнилися та перетворилися на живих людей. До того ж вони виглядали саме так, як у 1913 році, коли їх виявила наукова експедиція з тоді ще дванадцятирічним хлопчиком містером Стоттелем. Індіанці беруть у заручники дружину Арнольда та влаштовують у його домі засідку. У пошуках своєї дружини фотограф вступає у рукопашний бій з кожним з індіанців. В цей час Арнольд помічає, що нейтралізувати індіанців куракайя можна, сфотографувавши їх на фотоплівку, що він і робить. Вступивши в боротьбу з останнім за чисельністю куракайя, Арнольд намагається сфотографувати його, однак помічає, що плівка у фотоапараті закінчилася. Наприкінці епізоду його рятує дружина, знявши супротивника Арнольда на свій новий фотоапарат.

## Заключна оповідь
На стародавніх картах були нанесені області, підписані як незвідані землі, та попереждення, як тут, що водяться тигри. Сучасні карти в подібній мірі не мають подібних відхилень. А, може, варто було б? Можливо, і нині існують райони, кордони яких не можна визначити, за межами зони сутінків.

## Цікаві факти
- Епізод не має оповіді на початку.
- Епізод не є синдикованим.
- Актор Джон Керрадайн, який зіграв професора Стоттеля, знявся також в епізоді «Чоловік, що стогне» (англ. The Howling Man) (другий сезон).

## Ролі виконують
- Роберт Керрадайн — Деніел Арнольд
- Мерілін Джонс — Беккі Арнольд
- Джон Керрадайн — професор Стоттель
- Роберт Морріс — куракайя

## Реліз
Прем'єра епізоду відбулась у США та Великій Британії 3 січня 1986.